# 杰斐逊 (南达科他州)
杰斐逊（英語：Jefferson）是美国南达科他州猶尼昂縣下属的一座城市。根据2010年美国人口普查，该市有人口556人。论人口在本州排行第111。